# Ruskie Piaski-Stacja
Ruskie Piaski-Stacja – część wsi Wólka Nieliska w Polsce położona w województwie lubelskim, w powiecie zamojskim, w gminie Nielisz.
W latach 1975–1998 Ruskie Piaski-Stacja należała administracyjnie do województwa zamojskiego.
Wierni Kościoła rzymskokatolickiego należą do parafii Chrystusa Króla w Złojcu.